# Justine Robbeson
Justine Robbeson (née le 15 mai 1985 à Benoni) est une athlète sud-africaine, spécialiste du lancer du javelot et des épreuves combinées.

## Palmarès
| Date | Compétition                   | Lieu       | Résultat | Épreuve    | Marque    |
| ---- | ----------------------------- | ---------- | -------- | ---------- | --------- |
| 2001 | Championnats du monde cadets  | Debrecen   | 2e       | Javelot    | 51,54 m   |
| 2003 | Jeux africains                | Abuja      | 2e       | Heptathlon | 5 697 pts |
| 2004 | Championnats du monde juniors | Grosseto   | 1re      | Heptathlon | 5 868 pts |
| 2005 | Universiade                   | Izmir      | 3e       | Javelot    | 58,70 m   |
| 2006 | Championnats d'Afrique        | Bambous    | 1re      | Javelot    | 60,60 m   |
| 2006 | Coupe du monde des nations    | Athènes    | 3e       | Javelot    | 61,38 m   |
| 2007 | Jeux africains                | Alger      | 1re      | Javelot    | 58,09 m   |
| 2010 | Championnats d'Afrique        | Nairobi    | 2e       | Javelot    | 60,24 m   |
| 2010 | Jeux du Commonwealth          | New Delhi  | 3e       | Javelot    | 60,03 m   |
| 2011 | Universiade                   | Shenzhen   | 3e       | Javelot    | 59,78 m   |
| 2011 | Jeux africains                | Maputo     | 1re      | Javelot    | 55,33 m   |
| 2012 | Championnats d'Afrique        | Porto-Novo | 2e       | Javelot    | 52,81 m   |

### Records
| Épreuve           | Performance | Lieu          | Date            |
| ----------------- | ----------- | ------------- | --------------- |
| Lancer du javelot | 63,49 m     | Potchefstroom | 16 février 2008 |
| Heptathlon        | 5 868 pts   | Grosseto      | 17 juillet 2004 |